# Survival (chanson de Muse)
Pour les articles homonymes, voir Survival.
Singles de Muse
Neutron Star Collision (Love Is Forever)
(2010) Madness
(2012)
Pistes de The 2nd Law
Prelude
(4) Follow Me
(6)
Survival est une chanson et le premier extrait et cinquième piste de l'album The 2nd Law publié le 28 septembre 2012. Il s'agit de l'hymne officiel des Jeux olympiques de Londres de 2012. Le morceau est diffusé en avant-première sur la BBC Radio 1 le 27 juin à 19 h 30 dans l'émission de Zane Lowe sur BBC Radio 1. La chanson est sélectionnée par le Comité d'organisation des Jeux olympiques pour être l’hymne principal des Jeux olympiques de Londres.

## Développement
Survival est annoncée le 27 juin 2012 pour une première diffusion officielle le soir même sur la BBC. Il s'agit de l'hymne officiel des Jeux olympiques de Londres 2012. Elle sera interprétée lors de la cérémonie d'ouverture des Jeux, lors de la remise des médailles et également lors de chaque retransmission télévisuelle. À l'origine, la chanson devait être interprétée en duo avec un « pianiste célèbre » dont Matthew Bellamy ne révélera jamais l'identité. Il est cependant plus que probable qu'il s'agisse du chanteur britannique Elton John[réf. nécessaire]. Mais la collaboration n'a pas donné suite et le leader chante finalement seul sur la version studio de l'album. La prestation live lors des Jeux olympiques a été coupé sur la chaîne américaine NBC[réf. nécessaire].

## Caractéristiques
La chanson est précédée par Prelude, son morceau d'introduction. Survival signifie « survie » en anglais, ce qui résume en un mot le thème optimiste et combattant de la chanson. Prelude dure 1:03 et reprend une partie du thème de l'étude n°3 en mi majeur du pianiste Frédéric Chopin interprété par un orchestre symphonique accompagné de quelques chœurs. Elle est jouée lors de la cérémonie de clôture des Jeux olympiques de Londres. Le morceau mixe de multiples sonorités comme à l'habitude de Muse. Elle se caractérise par du piano et des cordes au début, de la lourde guitare électrique ensuite, des chœurs d'hommes et de femmes. La ressemblance avec le style musical de Queen est une fois de plus notable. Les envolées musicales et vocales s'apparentent à la musique symphonique grandiloquente, le metal symphonique. Il est écrit dans la tonalité de Si bémol majeur, avec une modulation en La bémol Majeur vers la fin.
L'introduction est un prélude de type classique, on ne sait pas si elle fait partie du morceau. Les chœurs tout au long de la chanson, ainsi que les 2 envolées lyriques de Matthew Bellamy font penser à une influence de Queen. Sans parler d'une autre influence musicale (montée en puissance et chœurs), provenant de l'album Music for the Masses (1987) du groupe Depeche Mode, en particulier du bonus instrumental intitulé Pimpf.

## Texte

### Signification
Contrairement à leur habitude où les paroles de Muse prennent un ton sombre et négatif, les paroles de ce morceau-ci incarnent un personnage type imaginaire représentant un autodidacte. Cela s'explique notamment par le fait que le morceau ait été composé en partie pour les Jeux Olypmiques de 2012.

### Paroles
[Couplet 1]
Race, life's a race
And I'm gonna win
Yes, I'm gonna win
And I'll light the fuse
And I'll never lose
And I choose to survive
(So I told you)
Whatever it takes
You won't pull ahead
I'll keep up the pace
And I'll reveal my strength
To the whole human race

[Couplet 2]
(You were warned and
Didn't listen)
Yes, I am prepared
To stay alive
I won't forgive, vengeance is mine
And I won't give in
Because I choose to thrive

[Refrain]
Yeah, I'm gonna win!

[Solo de guitare]

[Couplet 3]
Race, it's a race
(So I told you)
And I am gonna win
Yes, I am gonna win
And I will light the fuse
And I'll never lose
And I choose to survive
(You were warned and didn't listen)
Whatever it takes
You won't pull ahead
'Cause I'll keep up the pace
And I'll reveal my strength
To the whole human race

[Refrain]
Yes, I'm gonna win!

[Outro]
Fight! Fight! Fight! Fight!
Win! Win! Win! Win!

Yes I'm gonna win!

## Clip vidéo
La vidéo accompagnant la chanson est des Jeux olympiques des années précédentes comme les Jeux de Pékin en 2008.

## Liste des titres
| 1. | Survival | 4:17 |

## Classements
| Classements (2012)             | Meilleure position |
| ------------------------------ | ------------------ |
| (Canadian Hot 100)             | 90                 |
| France (SNEP)                  | 18                 |
| Pays-Bas (Single Top 100)      | 33                 |
| Écosse (OCC)                   | 32                 |
| Espagne (PROMUSICAE)           | 25                 |
| Royaume-Uni (UK Singles Chart) | 25                 |
| Rock Songs (Billboard)         | 39                 |

## Historique des sorties
| Pays  | Date         | Format                   | Label                |
| ----- | ------------ | ------------------------ | -------------------- |
| Monde | 27 juin 2012 | Téléchargement numérique | Warner Bros. Records |